# Cyrnus microdiscatus
Cyrnus microdiscatus là một loài Trichoptera trong họ Polycentropodidae. Chúng phân bố ở miền Cổ bắc.